# Love (album des Beatles)
Pour les articles homonymes, voir Love.
Albums de The Beatles
The Capitol Albums
(2004-06) On Air - Live at the BBC Volume 2
(2013)
Love est un album sorti en novembre 2006 contenant de la musique compilée, réinventée et remixée des Beatles. George Martin et son fils Giles l'ont produit en collaboration avec le Cirque du Soleil pour en faire la trame sonore du spectacle Love, présenté de 2006 à 2024 sur la scène de l'hôtel du Mirage à Las Vegas.

## Historique
Pour créer cet album, George et Giles Martin utilisent ici, mais pas sur tous les titres, la technique dite du mashup, c'est-à-dire le fait de mêler plusieurs titres, plusieurs pistes de provenances diverses, au sein de la même chanson.  Les producteurs ont uniquement utilisé les enregistrements originaux — à l'exception d'une nouvelle orchestration composée par George pour la chanson While My Guitar Gently Weeps — mais l'ont présenté d'une manière entièrement différente. « Ce que les gens vont entendre sur l'album est une nouvelle expérience, un moyen de revivre la vie musicale des Beatles entière dans un espace de temps très condensé » a dit Giles,. 
À l'approche du dixième anniversaire du spectacle, Giles Martin a effectué des modifications à la trame sonore. Par contre le disque original reste inchangé et est mis en ligne en streaming le 18 juin 2016. À ce jour, en 2024, l'album s'est écoulé à huit millions d'exemplaires.

## Titres et descriptions
1. Because — 2:44
  - Version totalement a cappella de la chanson qui était déjà apparue sur Anthology 3. Ont été ajoutés des chants d'oiseaux provenant d'une version de la chanson Across the Universe enregistrée au profit du WWF.
2. Get Back — 2:05
  - Version raccourcie de la chanson, incluant aussi les montées de cordes de la chanson A Day in the Life, l'accord d'intro d’A Hard Day's Night et le solo de batterie de The End.
3. Glass Onion — 1:20
  - Version raccourcie contenant des éléments des chansons Hello Goodbye et Strawberry Fields Forever. On peut aussi entendre une partie du solo de trompette de la chanson Penny Lane et des extraits de trompette de Only a Northern Song.
4. Eleanor Rigby / Julia (transition) — 3:05
  - Version proche de l'originale, contenant une introduction instrumentale rallongée. La fin de la piste est un extrait instrumental de Julia, couplée à des bruits de sirènes d'ambulance provenant de Revolution 9, à des rires d'enfants, et au clavecin de Strawberry Fields Forever.
5. I Am the Walrus — 4:28
  - Version proche de l'originale, remastérisée et enrichie au niveau des bruitages[n 2].
6. I Want to Hold Your Hand — 1:26
  - Superposition de la version studio du titre et de l'introduction de cette chanson tirée d'un des concerts enregistrés au Hollywood Bowl.
7. Drive My Car / What You're Doing / The Word — 1:54
  - Pot-pourri des trois chansons en question, contenant aussi des cuivres extraits de Savoy Truffle et le solo de guitare de Taxman.
8. Gnik Nus — 0:55
  - Version a cappella de Sun King, jouée à l'envers et contenant aussi le bruit de fond de Within You Without You.
9. Something / Blue Jay Way (transition) — 3:29
  - Version très proche de l'originale, à laquelle les premières notes de guitare de l'intro ont été retirées. La fin de la piste se compose de l'intro de Blue Jay Way mêlée aux chœurs de Nowhere Man ainsi qu'à quelques bruitages provenant d'autres chansons, qui permettent la transition avec la chanson suivante.
10. Being for the Benefit of Mr. Kite! / I Want You (She's So Heavy) / Helter Skelter — 3:22
  - Version remasterisée de la chanson, avec renforcement des basses et inclusion de bruitages animaliers issus de Good Morning Good Morning. Le final instrumental original est remplacé par celui d’I Want You (She's So Heavy), sur lequel est ajoutée la voix de Paul McCartney hurlant sur Helter Skelter.
11. Help! — 2:18
  - Version originale remastérisée.
12. Blackbird / Yesterday — 2:31
  - Version originale de Yesterday remastérisée, précédée de l'introduction de Blackbird[n 3].
13. Strawberry Fields Forever — 4:31
  - Pot-pourri de différentes versions de la chanson, commençant par une démo acoustique pour se terminer sur la version single. Le final contient aussi, entre autres, des sections d'orchestre de Sgt. Pepper's Lonely Hearts Club Band, le solo de piano de In My Life, les trompettes de Penny Lane, le solo de cordes et clavecin de Piggies et les chœurs extraits du final de Hello Goodbye[n 4].
14. Within You Without You / Tomorrow Never Knows — 3:07
  - Ce titre est un mashup mêlant la mélodie chantée par George Harrison dans sa chanson Within You Without You à l'instrumentation de Tomorrow Never Knows.
15. Lucy in the Sky with Diamonds — 4:10
  - Version proche de l'original dont l'introduction est légèrement allongée. Contient notamment des bruitages de Tomorrow Never Knows sur l'intro, et de Baby, You're a Rich Man sur le refrain. Le final se compose d'une répétition de l'intro par sampling et d'extraits des arrangements classiques de Good Night.
16. Octopus's Garden — 3:18
  - Version proche de l'originale, contenant des extraits des arrangements classiques de Good Night à la place de l'instrumentation d'origine sur le premier refrain, ainsi que des bruitages provenant de Yellow Submarine, un break de batterie de Lovely Rita, le solo de batterie de Polythene Pam sur le solo instrumental, et des éléments de guitare de Helter Skelter sur le dernier refrain. Le final s'enchaîne avec un morceau de basse extrait de Sun King.
17. Lady Madonna — 2:56
  - Version proche de l'originale, contenant le solo d'intro de Why Don't We Do It in the Road? en son début et le riff de guitare de Hey Bulldog au milieu du morceau ainsi que l'un des solos de guitare joué par Eric Clapton de la chanson While My Guitar Gently Weeps
18. Here Comes the Sun / The Inner Light (transition) — 4:18
  - Version de Here Comes the Sun remasterisée, dont l'intro est mêlée à celle de Within You Without You et à des chœurs provenant de Lucy in the Sky with Diamonds. Le final s'enchaîne avec une version ultra-condensée de The Inner Light.
19. Come Together / Dear Prudence / Cry Baby Cry (transition) — 4:45
  - Version originale remastérisée, dont le final est mélangé à celui de Dear Prudence. Ce final s'enchaîne avec le très court morceau Can You Take Me Back, placé à l'origine à la fin de Cry Baby Cry, et auquel sont rajoutées en fond les cordes d’Eleanor Rigby.
20. Revolution — 2:14
  - Version originale du 45 tours remastérisée mais raccourcie. Sur le DVD-Audio la chanson reprend sa durée d'origine (3:23).
21. Back in the U.S.S.R. — 1:54
  - Version originale remastérisée, s'enchaînant sans pause avec la chanson précédente. Sur le DVD-Audio, la chanson a une durée de 2:34.
22. While My Guitar Gently Weeps — 3:46
  - Version acoustique de la chanson, provenant de l'album Anthology 3, à laquelle est rajoutée une nouvelle orchestration classique composée et dirigée par George Martin.
23. A Day in the Life — 5:08
  - Version originale remastérisée. Les paroles introductives précédant le début de la chanson sont celles de la version alternative figurant sur l'album Anthology 2.
24. Hey Jude — 3:58
  - Version originale raccourcie et remastérisée, dont une partie du final est désormais a cappella, et où une ligne de basse inédite en album apparaît à la fin[n 5].
25. Sgt. Pepper's Lonely Hearts Club Band (Reprise) — 1:22
  - Version très proche de l'originale, dont le solo de batterie en introduction est mélangé à l'instrumentation classique du final de Hey Jude et où les bruits de foule ont été effacés. La piste commence sans transition avec la précédente.
26. All You Need Is Love — 3:38
  - Version originale remastérisée, à la fin de laquelle on peut entendre les voix du refrain de Baby, You're a Rich Man, le riff guitare et les voix de Rain, les voix de Sgt. Pepper's Lonely Hearts Club Band, suivi du riff guitare de Ticket to Ride ; enfin un fondu enchaîne sur Good Night et un extrait de dialogues humoristiques de la finale des éditions de 1965 et 1966 des disques de Noël offerts aux abonnés du fan club.

Pistes supplémentaires publiées sur iTunes 

 i. Girl — 2:46 
- Version très proche de l'originale où l'on a rajouté de la guitare acoustique tirée de And I Love Her, un rythme de batterie de la pièce Being for the Benefit of Mr. Kite! et du tambura.

 ii. The Fool on the Hill — 3:31 
- Avec du violoncelle tiré de I Am the Walrus, de la batterie de Octopus's Garden, des cuivres et une piste vocale de Mother Nature's Son et, encore une fois, du tambura.

## EP promotionnel
Le lundi 30 octobre 2006, un CD promotionnel a été offert aux médias contenant les nouvelles versions des chansons Strawberry Fields Forever, Octopus's Garden, Lady Madonna et While My Guitar Gently Weeps.

## Clips
Un vidéoclip du  mashup Within You Without You / Tomorrow Never Knows a été produit pour accompagner la sortie de cette collection. Utilisant des images tirées des films promotionnels des chansons Rain, Strawberry Fields Forever, Penny Lane, All You Need Is Love et Hello Goodbye en plus de Blue Jay Way, The Fool on the Hill et I Am the Walrus vues dans le film Magical Mystery Tour, cette vidéo psychédélique saturée d'effets kaléidoscopiques a été réalisée par Simon Hilton (en). On peut maintenant retrouver ce clip sur le second DVD qui est inclus dans la réédition de luxe de 2015 du disque 1
Un second vidéoclip, cette fois de la version acoustique de la chanson While My Guitar Gently Weeps, a été lancé le 29 juin 2016 à l'occasion du 10e anniversaire du spectacle. Réalisé par Dandypunk et les chorégraphes André Kasten et Leah Moyer, celui-ci met en vedette la danseuse Eira Glover.

## Prix
George Martin et Giles Martin se sont partagé le Grammy de la meilleure compilation dans une trame sonore en 2008.